# Échangeur de Louviers
 (juin 2025).
Motif : Pas de sources. Voir Discussion:Échangeur de Shimukappu/Admissibilité.
- Archive Wikiwix
- Bing
- Cairn
- DuckDuckGo
- E. Universalis
- Gallica
- Google
- G. Books
- G. News
- G. Scholar
- Persée
- Qwant
- (zh) Baidu
- (ru) Yandex
- (wd) trouver des œuvres sur Wikidata

| 1. | Préciser le motif de la pose du bandeau. | Précisez le motif de la pose du bandeau en utilisant la syntaxe suivante : {{admissibilité à vérifier\|date=juin 2025\|motif=remplacez ce texte par le motif}}                             |
| 2. | Informer les utilisateurs concernés.     | Pensez à avertir le créateur de l'article, par exemple, en insérant le code ci-dessous sur sa page de discussion : {{subst:avertissement admissibilité à vérifier\|Échangeur de Louviers}} |

L'Échangeur de Louviers est un échangeur autoroutier situé à Val-de-Reuil (Eure). Il est composé d'un ensemble de bretelles et de deux giratoires. L'échangeur permet à l'autoroute A154 (depuis Évreux) de se déverser sur l'autoroute A13 vers Rouen.
L'accès à l'A13 à cet endroit est à péage depuis et vers Rouen seulement (gare de péage d'Incarville).
Pour prendre l'A13 vers Paris, il faut sortir de l'A154 (sortie n°1) et emprunter un des deux giratoires.

## Axes concernés
- l'Autoroute A13 (sortie 19) reliant Paris à Rouen ;
- l'Autoroute A154 (sortie 1) reliant Val-de-Reuil à Évreux ;
- la RD 6154 vers Val-de-Reuil ;
- la RC 392 (Rue Abbé-Delamare) vers Incarville.

## Dessertes
- Parc des Clouets
- Parc des Saules
- Parc d'activités de la Fringale
- Parc d'affaires des Portes